# Princeps
Princeps (plural principes), latin för "den främste/förste", var i det romerska riket en civil och militär hederstitel. Ursprungligen användes formen principes (civitatis), "de främsta (i staten)" av den styrande nobiliteten i senrepubliken. Princeps senatus kallades den senator som av censorerna placerades främst på senatorslistan, och som alltid tillfrågades först om sin mening. Från och med Augustus blev princeps en del av den kejserliga titulaturen. Den historiografiska benämningen på den tidiga kejsartiden, principatet, är döpt efter princepstiteln.
Även om princepstiteln hade blivit kejserlig till sin karaktär verkar även andra senatorer ha kunnat vara princeps senatus när kejsaren var frånvarande. Historia Augusta påstår till exempel att Valerianus var "främst i senaten" år 238 under Maximinus Thrax och Gordianus I, och även under Decius regeringstid, samt att Tacitus var den med rätt att tala först i senaten när han utropades till kejsare.
En annan titel var princeps juventutis, "ungdomens förste", eller den främste i det romerska riddarståndet. Under kejsartiden gavs den som hederstitel till Augustus dottersöner Gaius och Lucius Caesar, och senare till andra tilltänkta efterträdare i kejsarfamiljen. Den sista kända princeps juventatis var Valentinianus II